# Kościół Wniebowzięcia Najświętszej Maryi Panny w Stąporkowie
Kościół Wniebowzięcia Najświętszej Maryi Panny – rzymskokatolicki kościół parafialny należący do dekanatu czarneckiego diecezji radomskiej.

## Historia
Historia starań o utworzenie parafii i budowę świątyni w Stąporkowie sięga 1906 (wniosek do biskupa Stefana Aleksandra Zwierowicza). Plac pod kościół został podarowany w 1908 przez hrabiego Juliusza Tarnowskiego z Końskich. Pierwsza kaplica został udostępniona wiernym 4 lipca 1930 w jednym z budynków fabrycznych. W 1956 ksiądz Marian Misiak w drodze zasiedzenia uzyskał prawa do placu Tarnowskiego. Parafię erygowano 24 lipca 1958. Świątynię wznoszono w latach 1957-1965.

## Architektura
Kościół zbudowano według projektu warszawskiego architekta Stanisława Marzyńskiego, dzięki datkom parafian, diecezji oraz od zagranicznych ofiarodawców. Budowę prowadzili księża: Adam Socha i Józef Słaby. Kościół posiada trzy nawy, wybudowano go z piaskowca.

## Galeria

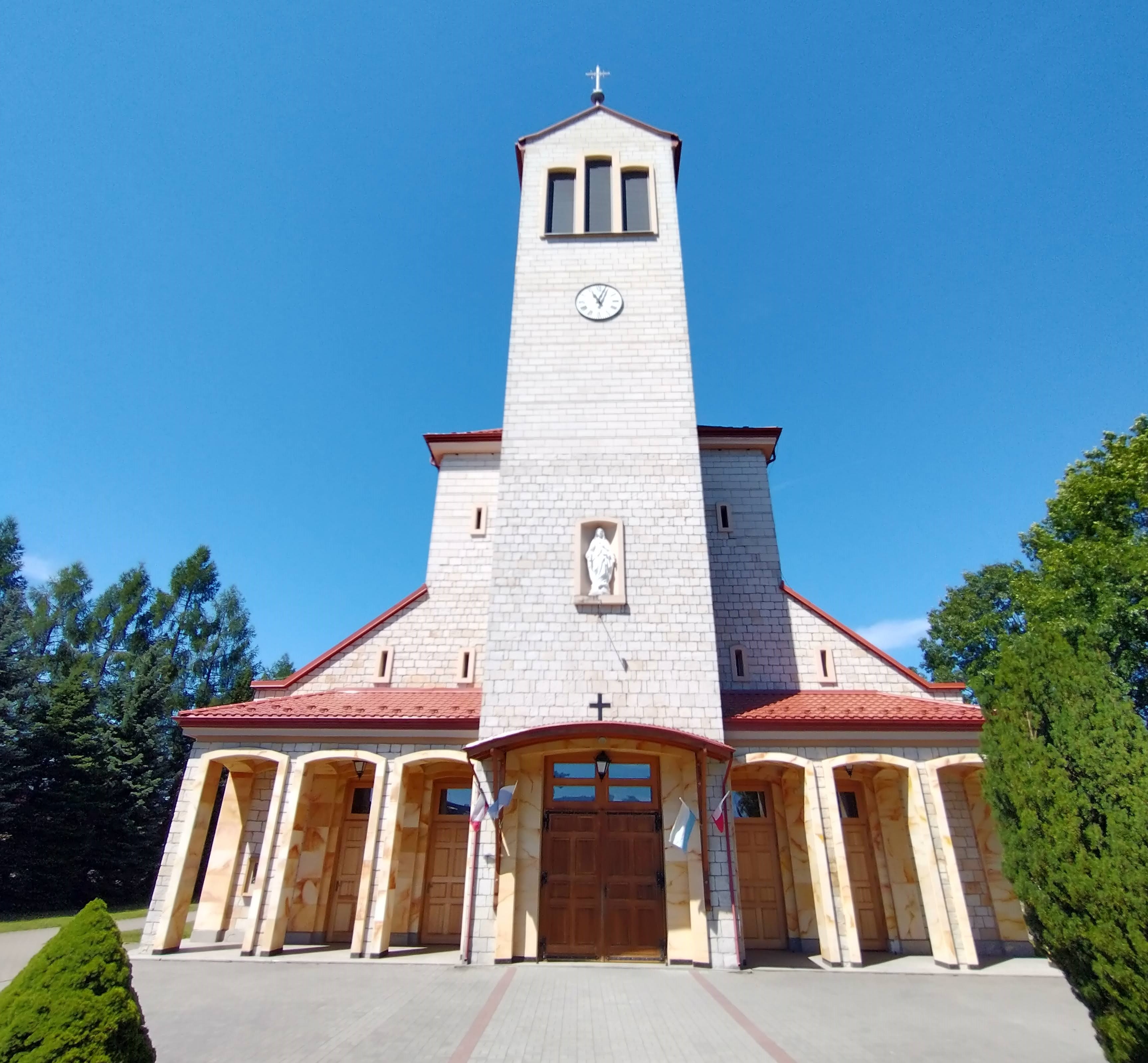
Wieża i wejście
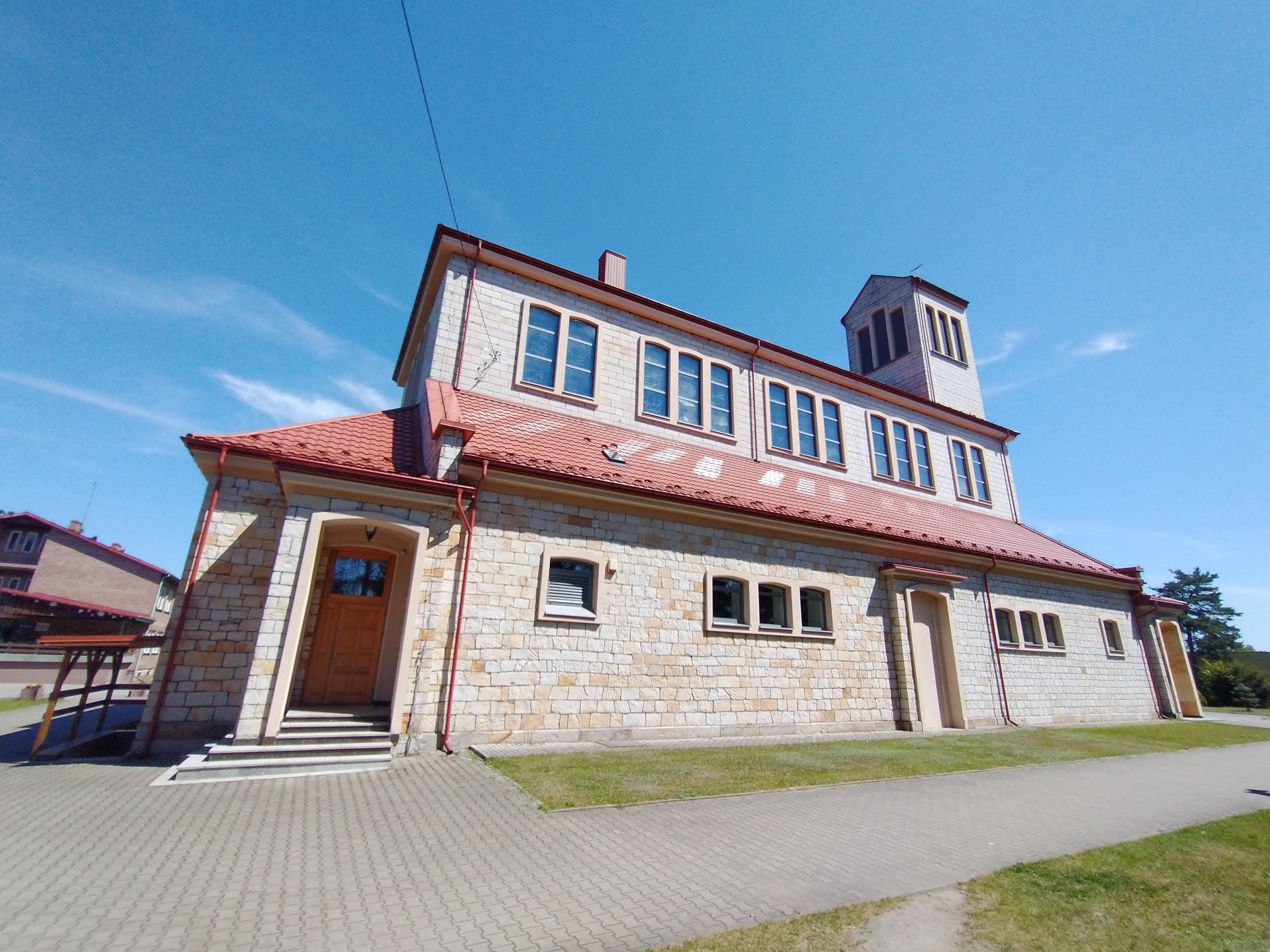
Widok od prezbiterium
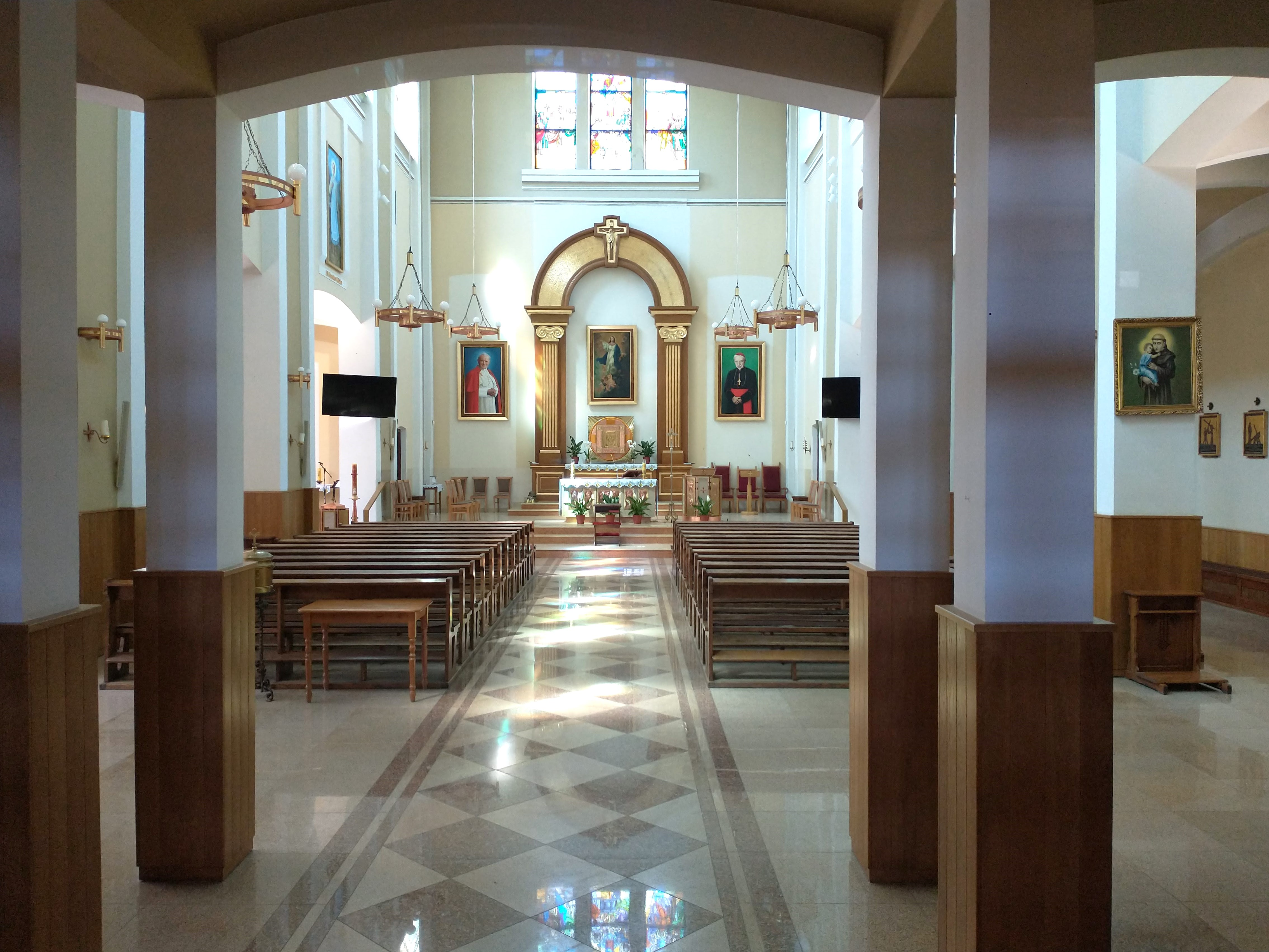
Wnętrze i ołtarz